# 江頭満正
江頭 満正（えとう みつまさ、1963年 - ）は、日本の研究者。
専門は津波防災、スポーツビジネス、エンターテインメントによる地域おこし。主にスポーツ・音楽などのエンターテインメントによる地域創生を研究し、経済効果計算をおこなっている。

## 来歴・人物
生家は、文禄・慶長の役に関する講和交渉時（1596年）に鍋島直茂に伴われて来朝して織物技術（鍋島更紗）の秘方技術を伝承した高麗人、久山道清の末裔。鍋島更紗の作者である江頭佐八のひ孫にあたり、久山道清から17代目となる。
幼少期は、母子家庭支援団体が運営する「むさしの母子寮」（杉並区）で育つ。高校生時代に俳優を志し、高校卒業後大林宣彦監督の映画『姉妹坂』に端役で出演するも、大成しなかった。
リクルートを辞職後起業し、有限会社クラフトマックスを創業。起業後に、江副浩正のオペラ制作に映像記録として参加した。
1992年より福岡ドーム開業に参加し、優勝記念ビデオ「Get the top～1999年福岡ダイエーホークス優勝への軌跡～」を制作した。iモードのサービス開始後に、福岡ダイエーホークスの公式iモードサイトを制作し、その後横浜ベイスターズ（当時）、千葉ロッテマリーンズ、大阪近鉄バファローズ、オリックス・ブルーウェーブ（当時）、日本ハムファイターズ（当時）、読売ジャイアンツ、清水エスパルスと契約した。しかし、プロ野球再編問題 (2004年) の影響を受け事業売却し、会社を解散した。
筑波大学大学院博士課程前期在籍中に戎崎俊一に師事した。筑波大学大学院修了後、多摩大学客員准教授、尚美学園大学専任教員、東京都市大学非常勤講師、理化学研究所客員研究員となる。
多摩大学に非常勤講師として勤務中に広瀬一郎、早川武彦（一橋大学名誉教授）に師事した。2011年以降国際津波防災学会に所属し、南海トラフ巨大地震による減災研究を始動した。

## 主な研究業績
>江頭 満正 - Cinii Reserch
- 特許：「データ配信システム、データ配信方法、シナリオデータが記憶されている記憶媒体、通信端末装置、および、データ配信装置」（消滅済） [11]

## 主な経済効果算出
- 2015年：フジロックフェスティバル[12]
- 2016年：アビスパ福岡（J1リーグ昇格）[13]
- 2023年：サザンオールスターズ茅ヶ崎ライブ[14]
- 2024年
  - 東京マラソン2024[15]
  - テイラー・スウィフト東京公演[16][17]